# Volkswagen EA827

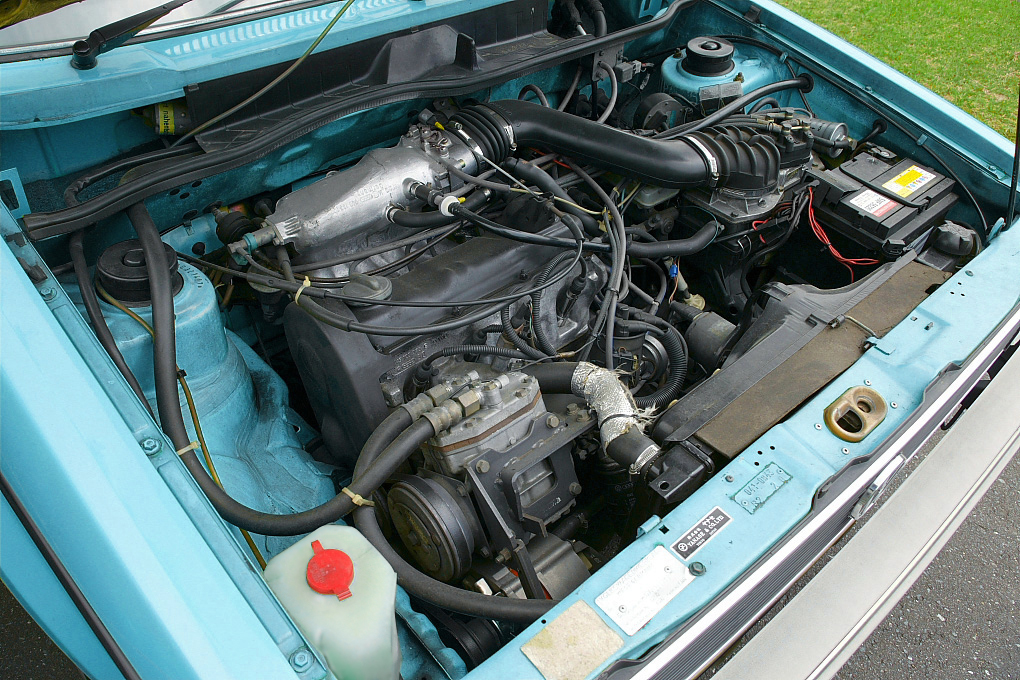
Volkswagen EA827 на Golf I

EA827 (EA = замовлення на розробку) — це серія двигунів Volkswagen Group з чотирма рядними циліндрами та рідинним охолодженням. Двигун був розроблений наприкінці 1960-х років компанією Audi в Інгольштадті під керівництвом Франца Хаука. Він вважається одним із найбільш вироблених двигунів групи і використовувався в багатьох автомобілях з 1972 по 2013 рік, включаючи Audi 80, Volkswagen Golf і Volkswagen Passat.

## Опис
EA827 спочатку був розроблений як приблизно 1,2-літровий чотирициліндровий двигун з колінчастим валом із п’ятьма підшипниками (KW), верхнім розподільним валом (NW) із тихим, не потребуючим обслуговування ремінним приводом ГРМ, ковшовими штовхачами та паралельними верхніми клапанами. Виробництво почалося в 1972 році з 1,3-літрового двигуна в Audi 80 B1, а потім 1,5-літрової версії. У тому ж році керівник Volkswagen Рудольф Лейдінг наказав встановити двигун поперечно та провести пробні випробування на Volkswagen Golf I та Volkswagen Scirocco I, які все ще перебували на стадії розробки, що поклало початок тріумфу двигуна в секторі VAG. У 1973 році він також був представлений у VW Passat B1. Завдяки неодноразовому збільшенню робочого об’єму (до 2,0 літрів) і модифікаціям, таким як головка блоку циліндрів Heron з 1976 року, потужність зросла з початкових 55 к.с. (1,3 літра) до максимальних 155 к.с. (1,8 літра, 16 В).

## Технічні особливості
EA827 — це рядний чотирициліндровий бензиновий двигун із водяним охолодженням, чавунним блоком двигуна та алюмінієвою протиточною головкою циліндра, із впускним і випускним отворами на одній стороні та з’єднаними окремо. Верхній розподільний вал приводиться в дію зубчастим пасом і керує клапанами через ковшові штовхачі з регулювальними пластинами (з 1985 року також гідравлічні штовхачі). Проміжний вал, який приводить в дію розподільник запалювання і масляний насос масляної передач системи змащення з мокрим картером, замінює положення розподільного вала попередника (двигун середнього тиску Audi). Спочатку двигун був оснащений карбюраторами, але пізніше був переобладнаний для впорскування через впускний колектор (наприклад, K-Jetronic). З 1975 року блок був адаптований (наприклад, отвір 79,5 мм, усунення водяних каналів між циліндрами), а в 1982 році отвір було збільшено до 81 мм. 2,0-літровий двигун (діаметр 82,5 мм, хід 92,8 мм) досяг своєї максимальної конструкції в 1992 році з відстанню лише 3 мм між гільзами циліндрів, що стало можливим завдяки новим матеріалам і процесам лиття.

## Дизельні варіанти
Розробка дизельних двигунів на основі EA827 почалася в 1972 році після кризи цін на нафту, натхненної жорсткішими стандартами США щодо викидів. У 1952 році спроба дизелізувати Volkswagen Beetle під керівництвом Porsche провалилася. Лише в 1973 році під керівництвом Ернста Фіала перший 1,5-літровий дизель (діаметр діаметра 76,5 мм) потужністю 40 к.с. пройшов на випробувальному стенді, оснащений головкою блоку циліндрів Peugeot. У 1976 році почалося серійне виробництво автомобіля VW Golf I потужністю 50 к.с. (805 кг, 140 км/год, 5 л/100 км). У 1979 р. робочий об'єм зріс до 1,6 л (54 к.с.), в 1986 р. - до 1,7 л (діаметр діаметра збільшився до 79,5 мм). У 1989 році 1,9-літровий двигун потребував вищого блоку (+15 мм) для подовження ходу. У 1989 році перший TDI (2,5 л, 120 к.с.) дебютував як п’ятициліндровий, а в 1992 році — 1,9-літровий TDI (110 к.с.) з прямим уприскуванням (800 бар). Пізніше з’явилися варіанти SDI (наприклад, 68 к.с.) і моделі PD-TDI (до 150 к.с.) з тиском уприскування до 2000 бар, завдяки чому в 2002 році проміжний вал було ліквідовано, а вакуумний насос перемістили на розподільний вал.

## Використання
EA827 використовувався в наступних автомобілях:
- Audi 80 B1/B2/B3, Audi 100 C2
- Volkswagen Golf I/II/III/IV, Volkswagen Golf Cabriolet, Volkswagen Scirocco I/II
- Volkswagen Passat B1/B2/B3/B4/B5, Volkswagen Santana
- Volkswagen Corrado, Volkswagen Sharan
- Seat Ibiza, Seat Córdoba, Seat Toledo
- Skoda Octavia, Skoda Superb

Він також послужив основою для п'ятициліндрового двигуна VW EA 828.

## Значення
EA827 сформував історію двигунів VW Group завдяки своїй універсальності та довговічності. Від економічних базових моделей до спортивних варіантів, таких як Golf GTI, він вплинув на середній діапазон і встановив стандарти в дизельному сегменті.